# チレニートス
チレニートス（スペイン語: chilenitos）はチリの郷土菓子。南米の郷土菓子・アルファホーレスに似るが、別物とされる。
名称は「チリ人（Chileno）」の親愛表現であり、チリでは広く愛されている。
16世紀にスペインから渡ってきた修道女によって伝道されたお菓子の1つとされる。
南米で広く使われる糖菓のドゥルセ・デ・レチェがフィリングに使用される点はアルファホーレスも共通であるが、焼き菓子の部分がクラッカーのように、甘さは控えめで歯ごたえのあるものが使用されている点がアルファホーレスとの違いとなる。